# Байракский сельский совет (Диканьский район)
Байракский сельский совет (укр. Байрацька сільська рада) — входит в состав
Диканьского района
Полтавской области
Украины.
Административный центр сельского совета находится в
с. Байрак.

## История
- 1919 — дата образования.

## Населённые пункты совета
- с. Байрак
- с. Одарюковка
- с. Петренки

## Ликвидированные населённые пункты совета
- с. Кишеньцы
- с. Соколовщина
- с. Наливайковка